# Karolín
Obec Karolín, dříve Karolínov, se nachází v okrese Kroměříž ve Zlínském kraji. Žije zde 257 obyvatel. Je nejmladší vesnicí kroměřížského okresu. Obec Karolín se od Kroměříže nachází 9,8 km.

## Historie
První písemná zmínka o obci pochází z roku 1822.

## Obyvatelstvo

### Struktura
Vývoj počtu obyvatel za celou obec i za jeho jednotlivé části uvádí tabulka níže, ve které se zobrazuje i příslušnost jednotlivých částí k obci či následné odtržení.
| Místní části   | Místní části | 1869 | 1880 | 1890 | 1900 | 1910 | 1921 | 1930 | 1950 | 1961 | 1970 | 1980 | 1991 | 2001 | 2011 |
| -------------- | ------------ | ---- | ---- | ---- | ---- | ---- | ---- | ---- | ---- | ---- | ---- | ---- | ---- | ---- | ---- |
| Počet obyvatel | část Karolín | 398  | 441  | 478  | 480  | 490  | 430  | 396  | 357  | 365  | 346  | 296  | 241  | 212  | 229  |
| Počet domů     | část Karolín | 65   | 71   | 75   | 77   | 78   | 78   | 79   | 80   | 75   | 74   | 72   | 78   | 78   | 79   |

## Pamětihodnosti
- Kaplička
- 2 kříže

## Galerie

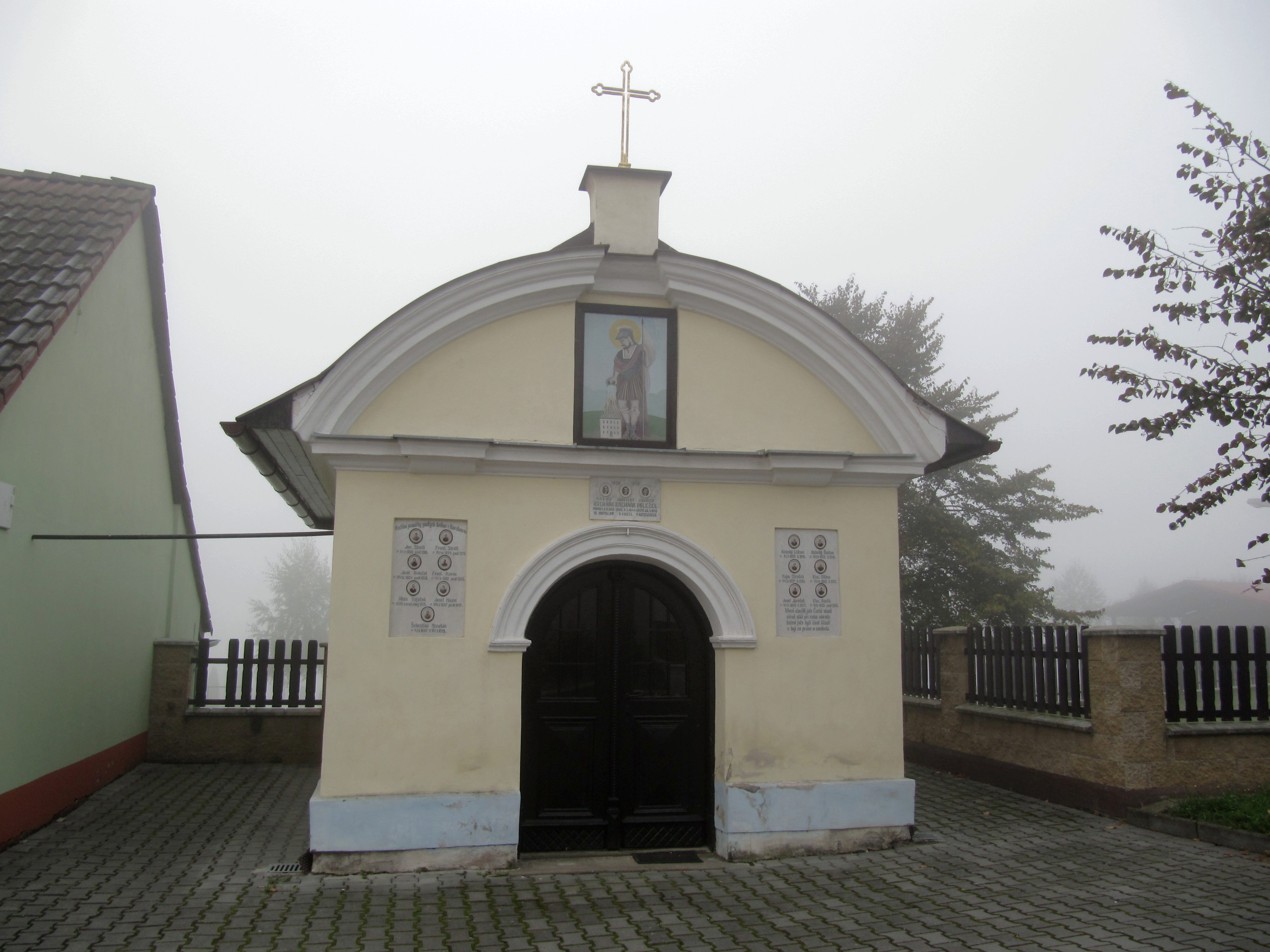
Kaple svatého Floriána a Panny Marie
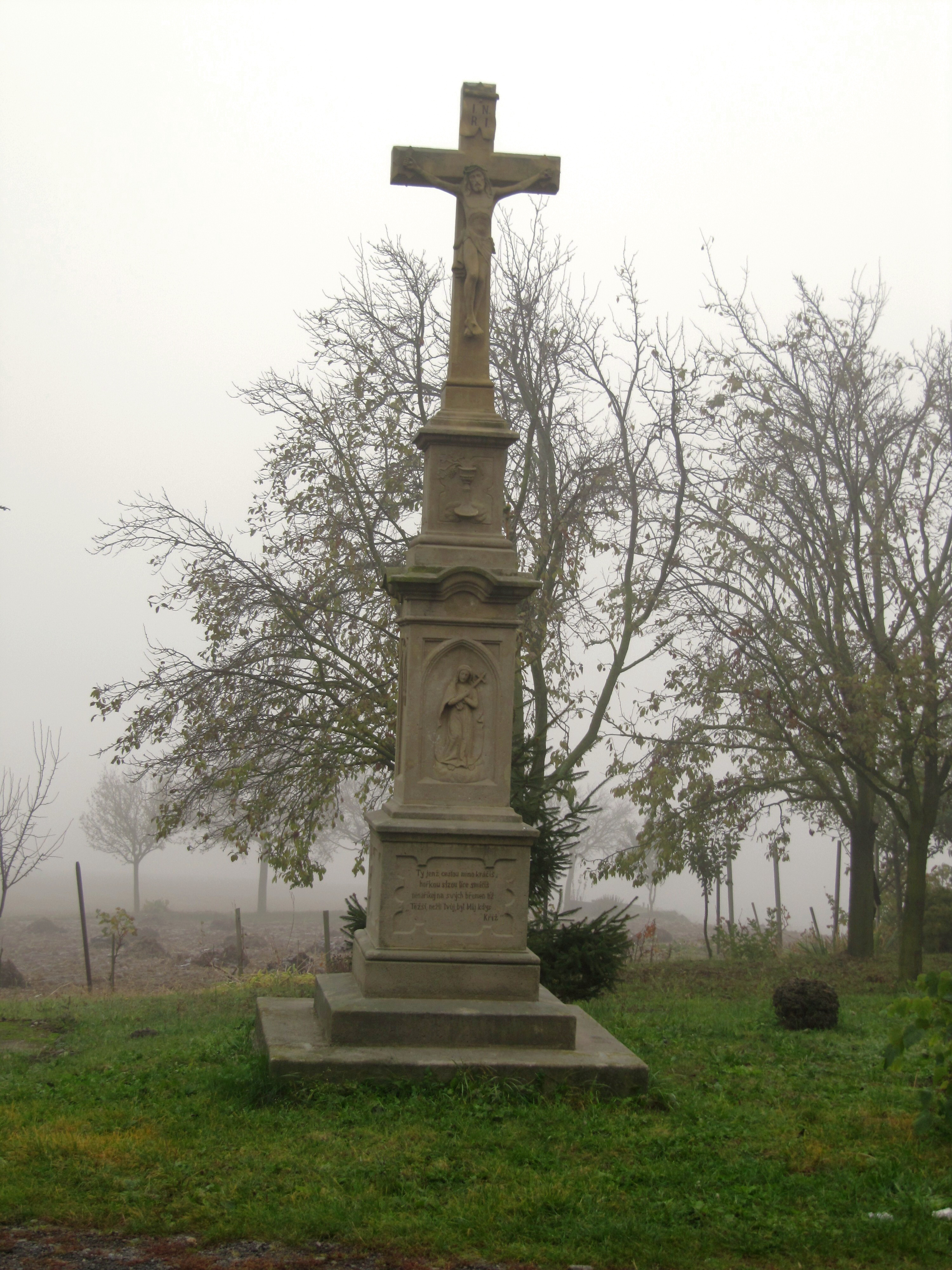
Kříž
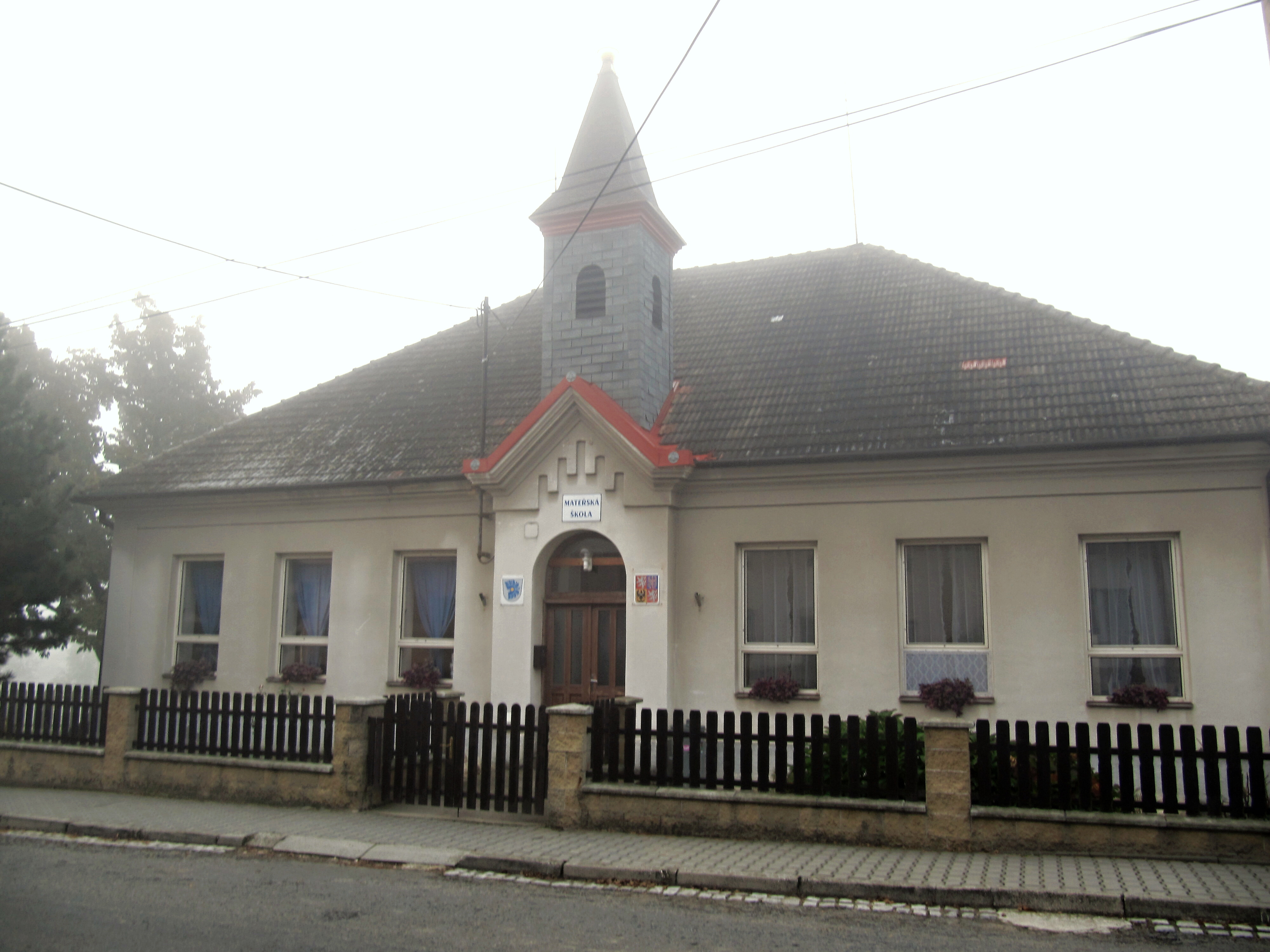
Mateřská škola